# Marie Bolkonskaïa
La Princesse Maria Nikolaïevna Bolkonskaïa (Марья Николаевна Болконская), nom le plus souvent traduit en français par Marie Bolkonsky est un personnage du roman Guerre et Paix de Léon Tolstoï, fille du Prince Nicolas et sœur d'André Bolkonsky. Femme pieuse et discrète, son physique simple et sa vie retranchée auprès de son père la condamnent à une existence solitaire et sans mariage, malgré des soupirants attirés par sa qualité d'héritière (à l'exemple d'Anatole Kouraguine).
Malgré la soumission dont elle peut faire preuve face à la figure paternelle, elle n'en dégage pas moins une intelligence et une force face aux événements tragiques. Une personnalité qui ne manquera pas de perturber et d'attirer Nicolas Rostov lors de leur rencontre, et qu'elle finira par épouser.

« les yeux de Marie étaient grands, profonds, et avaient parfois des éclairs qui leur donnaient une beauté surnaturelle, en transformant complètement sa figure, qu’ils éclairaient de leur douce et tendre lumière. Mais la princesse ne se rendait pas compte elle-même de l’expression que ses yeux prenaient chaque fois qu’elle s’oubliait en pensant aux autres, et l’impitoyable psyché continuait à refléter une physionomie gauche et guindée. »

— (Livre 1)